# Henri Grossin
Pour les articles homonymes, voir Grossin.
Gabriel Auguste Henri Grossin (né le 26 mai 1885 à Paris et décédé le 14 février 1917 à Marchémoret, en Seine-et-Marne), est un architecte français, actif au Chili entre 1907 et 1914. 
Il est mieux connu au Chili sous le nom d'Enrique Grossin, et est lié à des bâtiments emblématiques du Santiago de son époque, comme le palais Claudio Matte, le Musée National de Beaux-Arts (MNBA) ou le Club de l'Union.

## Biographie

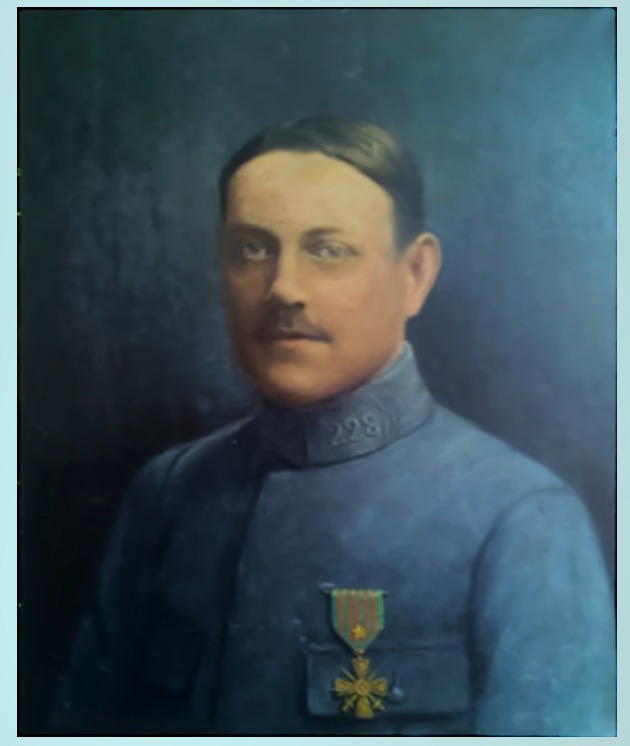
Portrait d'Henri Grossin, militaire.

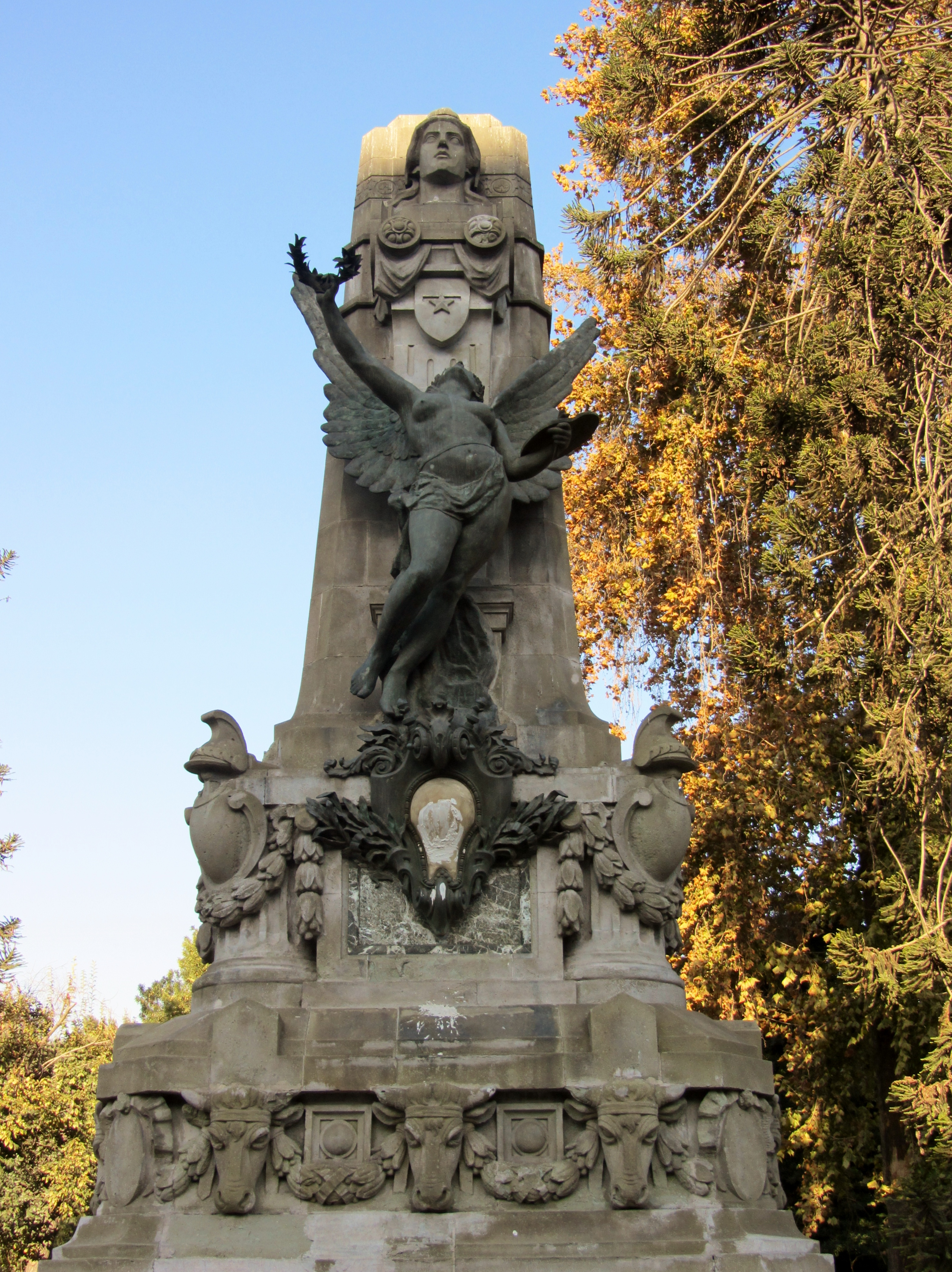
Monument à la gloire.

Henri Grossin naît à Paris d'une famille originaire du département de l'Aube, près de Troyes, en France. Il est élève à l'École des arts décoratifs de Paris, lorsqu'il s'engage en 1905 pour son service militaire au 228e Régiment d'infanterie. Il est libéré en septembre 1906 avec le grade de caporal. À la fin de ses études, il part pour le Chili, probablement en 1907, à 22 ans à peine, où il exerce son métier d'architecte pendant près de 7 ans. Il se marie en 1910 à Santiago avec Germaine Réglat (1888 à Cocumont — 1966 à Santiago), immigrée au Chili avec ses parents au début des années 1890. Ils ont une fille Henriette (1912 à Santiago — 1994 à Bayonne), qui s'est mariée en 1937 avec Jacques Simonet, avocat à Bayonne. 
Le 28 août 1914, à 29 ans, il se présente au consulat de France à Santiago pour être mobilisé. Il part sur le front fin 1914, où il restera plus de 2 ans dans le 228e régiment d'Infanterie, dans la Somme puis dans la Marne. En juin 1915, il prend le « boyau Von Eulenbourg » et la « Salle des Fêtes » avec son régiment : il est cité à l'ordre de sa Division. Il est blessé sur la butte de Tahure en septembre 2015. Il est souvent affecté à des tâches d'observation. 
Il est muté dans l'aviation le 5 février 1917 dans la 88e Compagnie Aéroportée pour observer et rendre compte des positions ennemies. Il décède le 14 février 1917 lors d'une reconnaissance en avion (un Caudron G4) au-dessus de Marchémoret, en Seine-et-Marne. il est enterré au cimetière des aviateurs à Ermenonville, dans l'Oise. Le lieutenant Henri Grossin est décoré de la Croix de Guerre avec palme à titre posthume, et fait Chevalier de la Légion d'Honneur par un décret du 22 janvier 1923. 

## Œuvre

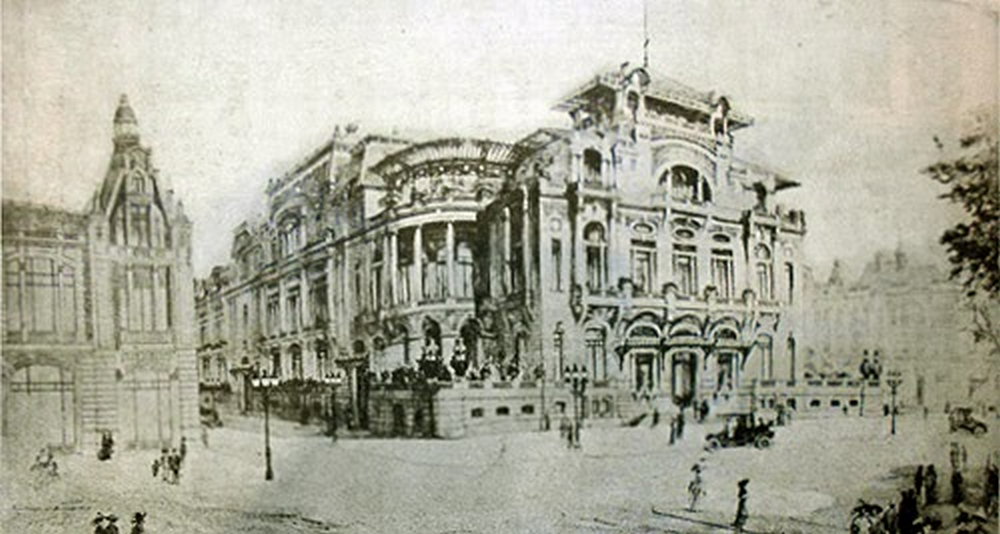
Projet gagnant de Grossin pour le bâtiment du Club de l'Union.

Henri Grossin a accompli son œuvre au Chili entre sa 23e et sa 29e année. Il a été l'auteur des plans de la maternité de l'Hôpital San Vicente de Paul, qui a commencé à être bâtie 30 ans après l'inauguration de cet établissement sanitaire, duquel il reste uniquement la chapelle (situé dans le José Joaquín Aguirre). L’œuvre, paralysée pendant des années, a été terminée par l'architecte Ricardo Larraín Bravo.
Comme principal collaborateur d'Emilio Jécquier dans le projet que se concrétiserait en 1910 dans le palais de Beaux-Arts, siège du MNBA, Henri Grossin a consolidé sa renommée en Chili. La même année, Henri Grossin participe à un autre projet collaboratif, cette fois avec le sculpteur Guillermo Córdova : le Monument à la gloire, édifié pour la célébration du centenaire de la Déclaration de l'Indépendance du Chili par la colonie française comme don au pays que les a accueillis.
Le palais Matte (rue Compania 1413), qui a été déclaré Monument historique en 1995, appartenait à l'origine à Rafael Barazarte : son style italien et ses cours de marbre ont captivé Claudio Matte, que l'a acheté en 1892, mais a décidé ensuite de le remodeler. On lui a recommandé Henri Grossin, qui en 1910 a fait le projet en unissant les cours autour d'une salle (hall) de distribution avec un puits de lumière, en même temps qu'il a créé des nouveaux salons (bibliothèque, bureau, une salle de jeux et une autre pour des rencontres mondaines). Du logement de Barazarte, il a conservé deux pièces : la salle à manger (avec plafond à caissons, boiserie et cheminée de marbre noir) et la salle de danse (ovale, décorée de gypseries Louis XV, miroirs vénitiens et un parquet à motifs). La demeure a été dotée, en plus, d'un garage pour automobile (un des premiers avec un semblable espace à Santiago) et une salle téléphonique. Le palais Matte appartient aujourd'hui à l'université du Chili, que l'a acheté en décembre 1957.
Parmi les mérites architecturaux de la maison, Gertrudis Muñoz souligne la grande lucarne du hall central cité plus haut, en expliquant que Grossin « a transformé la première cour en une imposante cour à l'échelle monumentale, et a placé un dôme de verre dépoli épais, avec une ornementation de copihues, la fleur de couleur rouge, et les guirlandes vertes des feuilles. »
Un autre bâtiment lié au nom de Grossin, qui aujourd'hui appartient à la déjà citée Maison d'études est l'École d'Ingénierie, située à Beauchef 850, dans l'ancienne rue Benavente. Le 23 août 1911, ont commencé les travaux de cet immeuble, dont la conception est confiée à Grossin. Mais pour diverses raisons, notamment techniques, la construction a été retardée. Il fut achevé  5 ans après la mort de Grossin, en 1922, sous la direction de l'architecte Alberto Schade,.
Pour la construction du nouveau siège du Club de l'Union sur le terrain acheté en 1912, un concours a été organisé entre les huit cabinets importants d'architecture d'alors. La première place a été obtenue par le projet d'Enrique Grossin, qui part à la guerre en 1914, sans voir pu commencer les travaux. La construction a été confiée à Alberto Cruz Montt, qui avait remporté la deuxième place. Cruz Montt incarne finalement un projet différent de celui qu'il y avait présenté et incorpore des éléments du projet de Grossin.